# Rolan Roberts
Rolan Roberts, né le 24 avril 1978 à Baltimore (États-Unis), est un joueur de basket-ball professionnel américain. Il mesure 1,98 m.

## Biographie

### Universités
- 1997 - 2000 :  University of Virginia Tech (NCAA 1)
- 2000 - 2002 :  University of Southern Illinois (NCAA 1)

### Clubs
- 2002 - 2003 : 
  -  Besiktas Istanbul (1er division)
  - puis  Villa Duarte de Calera (1er division)
  - puis  Vichy (Pro A)
- 2003 - 2004 :  Charleston Lowgators (NBDL)
- 2004 - 2005 : 
  -  Angers (Pro B)
  - puis  Livorno (Lega A)
  - puis  Sydney Kings (NBL)
- 2005 - 2006 :  Sydney Kings (NBL)
- 2006 - 2007 :  Évreux (Pro B)
- 2007 - 2007 :  Limoges (Pro B)
- 2007 - 2008 :  Chalon-sur-Saône (Pro A)
- 2008 - 2010 : n.c.
- 2010 - 2011 :  Étendard de Brest (NM1)
- 2011 - 2012 :  Hyères Toulon Var Basket (Pro A)
- 2012 - 2013 :  Le Puy (NM2)
- 2016 - ...      : Pays de Fougères Basket (NM2)

## Palmarès
- Champion d'Australie (NBL) en 2005

## Sources
- Maxi-Basket
- Le journal de Saône-et-Loire